# DeForest, Wisconsin
DeForest là một làng thuộc quận Dane, tiểu bang Wisconsin, Hoa Kỳ. Năm 2006, dân số của làng này là 7368 người.